# Giovanni Nanguy
Giovanni Nanguy (* 21. Januar 1990 in Cocody, Elfenbeinküste) ist ein französischer American-Football-Spieler auf der Position des Linebackers. Aktuell ist er bei den Paris Musketeers in der European League of Football unter Vertrag.
Er wurde 2012 mit den Spartiates d’Amiens französischer Meister. Mit der französischen Nationalmannschaft gewann er 2017 die World Games und 2018 die Europameisterschaft. Mit den Hamburg Sea Devils zog er 2021 und 2022 jeweils in das Championship Game der European League of Football ein.

## Karriere
Nanguy kam mit seiner Familie im Alter von zehn Jahren nach Frankreich. Mit 17 begann er den Football-Sport bei den Rouen Léopards. 2008 wurde er erstmals in die französische Nationalmannschaft berufen. Er wechselte 2009 in die Elite Division zu den Spartiates d’Amiens, mit denen er 2012 Meister wurde. Nanguy wurde als Most Valuable Player des Finales ausgezeichnet. Anschließend wollte er an die Universität Laval und dort für Laval Rouge et Or Canadian Football spielen. Wie andere französische Spieler wurde Nanguy jedoch von der Canadian Interuniversity Sport nicht zugelassen, weil diese die französische Meisterschaft als Profiliga einordnete, obwohl keiner der französischen Spieler dort Geld bekam.
In der Saison 2013 spielte Nanguy daher bei den Lübeck Cougars in der German Football League 2. Anschließend kehrte er nach Frankreich zurück und spielte von 2015 bis 2017 bei den Aix-en-Provence Argonautes.
Nach einem Jahr Pause, in der er seine Ausbildung beendete und nur für die Nationalmannschaft spielte – die Europameister wurde – wurde Nanguy von den Elmshorn Fighting Pirates verpflichtet. Mit den Pirates gewann er 2019 die Meisterschaft der GFL2 und den Aufstieg in die GFL. Auf Grund der Covid-19-Pandemie entfiel die Football-Saison in Deutschland, Nanguy spielte 2020 für Les Aigles Rouges.
Nach Beginn der Saison 2021, der ersten Spielzeit der European League of Football (ELF) wurde Nanguy von den Hamburg Sea Devils verpflichtet. Er zog mit den Sea Devils ins Finale ein, unterlag jedoch der Frankfurt Galaxy. Für die Saison 2022 wurde er verlängert. Am vierten Spieltag wurde er als Liga-MVP der Woche ausgezeichnet. Beim Spiel gegen die Istanbul Rams am 31. Juli 2022 blieb Nanguy nach einem Tackle bewegungslos liegen, so dass das Spiel für 45 Minuten unterbrochen werden musste. Im Krankenhaus erholte er sich jedoch schnell wieder und zog erneut mit den Sea Devils ins Finale ein, welches das Team erneut verlor, diesmal gegen die Vienna Vikings.